# Tsirambia acaulis
Tsirambia acaulis är en stekelart som beskrevs av André Seyrig 1952. Tsirambia acaulis ingår i släktet Tsirambia och familjen brokparasitsteklar. Inga underarter finns listade i Catalogue of Life.